# Фукурю

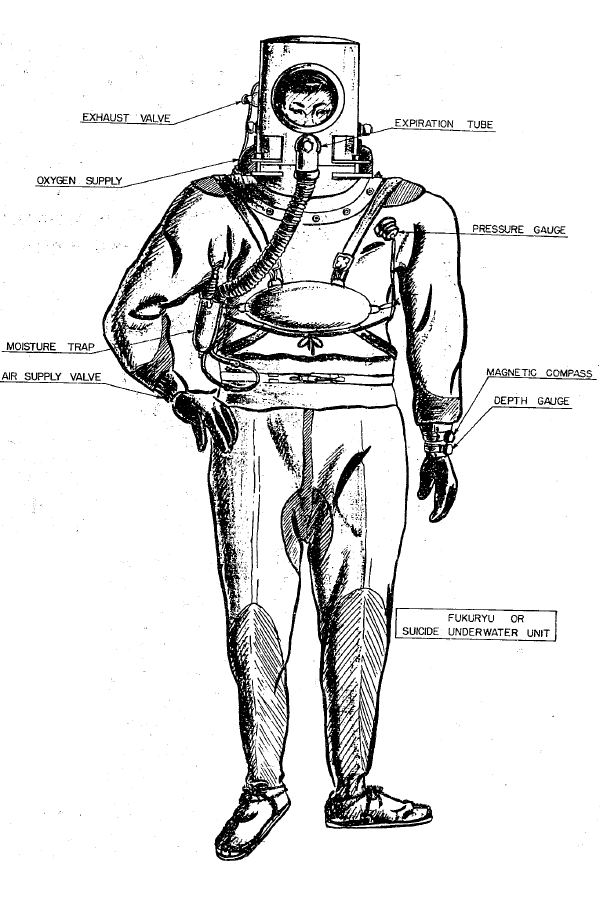
Фукурю

Фукурю (яп.  伏龍 — дракон, затаившийся) — японские отряды тейсинтай-водолазов на завершающем этапе Второй мировой войны для противодействия потенциальной высадке войск США на японских островах путем осуществления суицидных атак на десантные корабли.

## История
С 1944 в Имперском флоте Японии начали разрабатывать дешёвые, массовые средства обороны побережья. Среди прочего был принят проект размещения в потенциально пригодных для десантирования бухтах боевых пловцов со взрывчаткой, которые бы атаковали десантные средства противника. Группы фукурю в модифицированных водолазных костюмах должны были передвигаться по дну бухты на глубине 10—15 м. При появлении вражеского корабля, катера он должен был ударить по его дну взрывным устройством, закреплённым на длинном стержне. В случае взрыва фукурю погибал. Поскольку водолаз за час мог преодолеть лишь 2 км, на дне планировалось оборудовать для них места отдыха на глубине 15 м в специально затопленных кораблях и бетонных сооружениях.
До 30 сентября планировали подготовить 6000 фукурю. На время капитуляции подготовили 1200 водолазов.

### Оборудование
На спине фукурю должен был нести два 35-литровых баллона с кислородом, откуда он через регулятор подавался в шлем водолаза. Водолаз через нос делал вдох и выдыхал ртом к трубке, с которой гидроксид натрия забирал влагу и он снова подавался в систему дыхания. Передвижение по дну могло длиться до 8 часов. Кроме того водолаз имел фонарь, глубиномер, компас и японский флаг для поднятия боевого духа.

### Вооружение

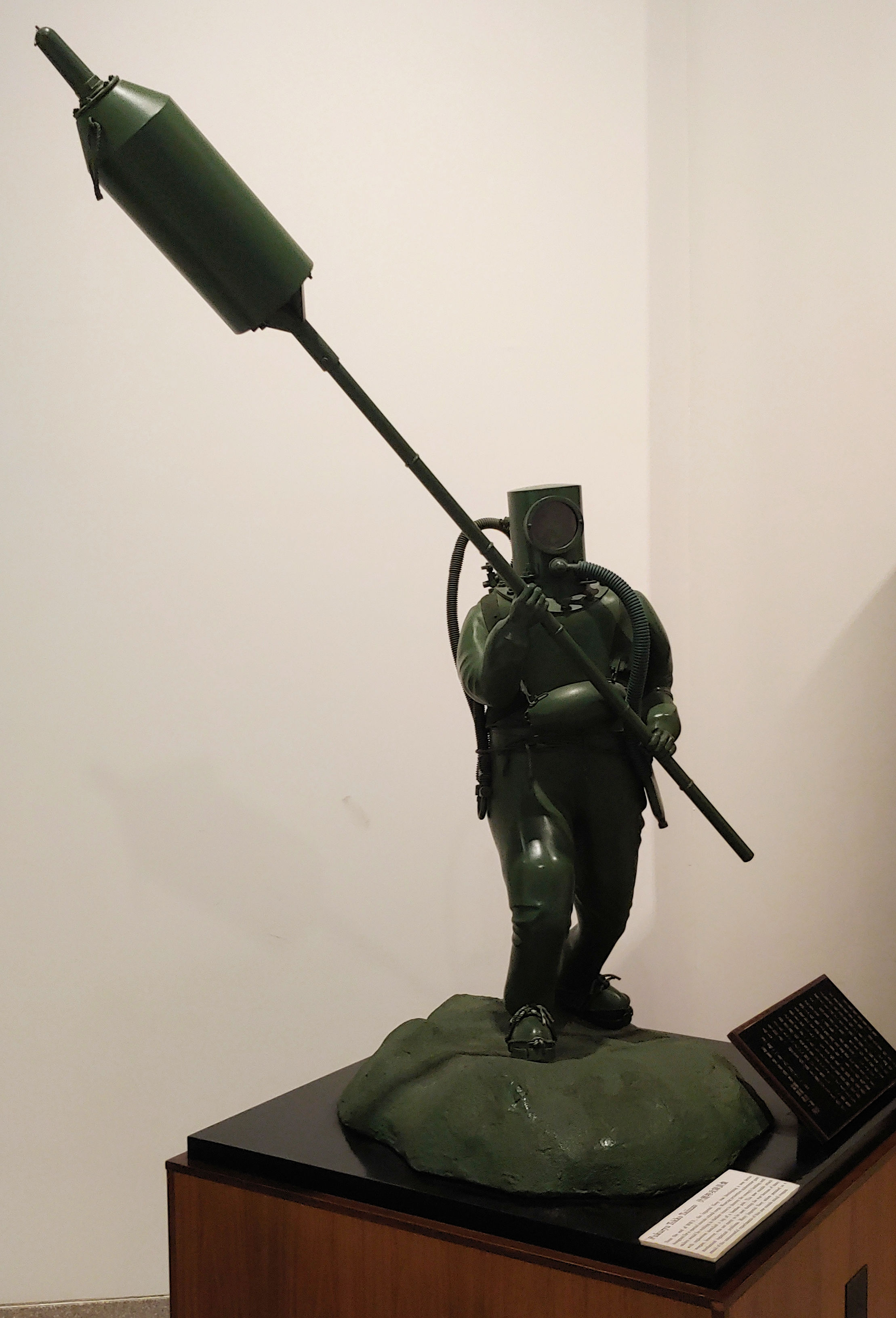
Статуя ныряльщика фукурю, вооруженного минно-взрывным оружием

Каждый фукурю нёс мины Типа-5 с 10 кг взрывчатки на конце стержня в 3,3 м. Отказались от плана переносить 20 кг взрывчатки из-за угрозы жизни соседних фукурю. Опыты показали, что при 10 кг минимальное расстояние составляет 40 м, поэтому определили расстояние между водолазами в 60 м. На штанге предполагалось установить поплавок, что облегчило бы подъем 10 кг взрывчатки. Было заказано 10 000 мин Типа-5, но к капитуляции Японии ни одной не изготовили.
Для обороны побережья планировалось оборудовать несколько линий. Сначала на глубине 10—15 м должны находиться мины, которые приводили в действие фукурю тросами с безопасного расстояния. Затем на глубине 6-10 м шли три линии фукурю на расстоянии 50 м друг от друга.
На глубине 3 м стояли магнитные мины и мины противопехотные на глубине до 1 м.

### Применение
Отмечено два случая нападения боевых пловцов Японии на корабли США в Палау. 8 января 1945 был повреждён десантный корабль LCI (G)-404, а 10 февраля нападение на гидрографический корабль AGS-2 не имело успеха.